# Orcq
Orcq is een dorp in de Belgische provincie Henegouwen, en een deelgemeente van de Waalse stad Doornik. Orcq was een zelfstandige gemeente, tot die bij de gemeentelijke herindeling van 1977 toegevoegd werd aan de gemeente Doornik.

## Bezienswaardigheden
- De Sint-Agathakerk (Église Sainte-Agathe) is een laat-classicistisch bouwwerk van einde 18e eeuw.
- De Onze-Lieve-Vrouw van de Vredekapel (Chapelle Notre-Dame de Bonne Conduite et de la Paix) van 1669, in barokstijl.
- Het Château de la Marlière, omringd door een landschapspark met follies.
- Op de begraafplaats van Orcq bevinden zich 16 Britse oorlogsgraven uit de Eerste Wereldoorlog.

## Natuur en landschap
Orcq ligt ten westen van de stad Doornik op een hoogte van 41-45 meter.

## Demografische ontwikkeling
- Bronnen:NIS, Opm:1831 tot en met 1970=volkstellingen

## Politiek
Orcq had een eigen gemeentebestuur en burgemeester tot de fusie van 1977.

### Burgemeesters
| Tijdspanne | Tijdspanne | Burgemeester        |
| ---------- | ---------- | ------------------- |
|            | 1849       | Victor Crombe-Durot |

## Verkeer en vervoer
Door de gemeente loopt de N7 (Chaussée de Lille), de oude steenweg tussen Doornik en Rijsel.
Op de noordwestgrens van de gemeente loopt de autosnelweg A8/E42.

## Nabijgelegen kernen
Doornik, Ere, Marquain, Froyennes